# Bjala Slatina
Bjala Slatina (in bulgaro Бяла Слатина?) è un comune nel nord ovest della Bulgaria nella regione di Vraca, vicino alla città di Kneža.

## Località
Il comune è formato dall'insieme delle seguenti località:
- Bjala Slatina (sede comunale)
- Altimir
- Bărdarski Geran
- Bărkačevo
- Bukovec
- Drašan
- Gabare
- Galiče
- Komarevo
- Popica
- Sokolare
- Tărnak
- Tărnava
- Tlačene
- Vranjak